# クルクリン
クルクリン (curculin) は味覚修飾物質の1つであり、114アミノ酸残基からなるタンパク質である。1990年に横浜国立大学の栗原良枝らのグループにより発見、単離された。

## 構造
クルクリン1とクルクリン2というよく似た構造の2種類のタンパク質があり、これらが1つずつ、2ヶ所のジスルフィド結合でつながっている。両者は114アミノ酸残基からなり、12500Daの分子量を持つ。

## 生理作用
- クルクリン自身は甘味を呈する物質であるが、その甘味はすぐに消失する。しかし、その後で水を飲んだり酸味を呈する物質を食べると甘味を感じるようになる。水の場合は5分ほど、酸味の食物の場合は10分ほど甘味が持続する。
- 重量あたりでは、スクロースの430倍から2070倍もの甘味を持つ。
- 似たような作用を持つタンパク質に、ミラクルフルーツの成分であるミラクリンがある。
- アメリカ食品医薬品局や欧州連合では食品添加物として認可されなかったが、日本では1996年（平成8年）に厚生省の認可を受けた。
- タンパク質であるため熱に弱く、50℃以上で徐々に活性を失う。またカルシウムイオンやマグネシウムイオンの存在によってもその作用が阻害される。

## 製法
マレーシアなどのゴムの木の下に自生するキンバイザサ科の植物クルクリゴ (Curculigo latifolia) の実から、食塩水または酸性水溶液で抽出し、精製する。　　
1997年には大腸菌を用いた遺伝子組み換え技術で人工生産することに成功していたが、甘味に関する性質は失われていた。しかし2004年、名古屋市立大学と味の素の研究グループが、甘味を持たせたまま人工生産することに成功した。